# Strumigenys liukueiensis
Strumigenys liukueiensis är en myrart som beskrevs av Mamoru Terayama och Kubota 1989. Strumigenys liukueiensis ingår i släktet Strumigenys och familjen myror. Inga underarter finns listade i Catalogue of Life.